# Żagiewnik kościsty

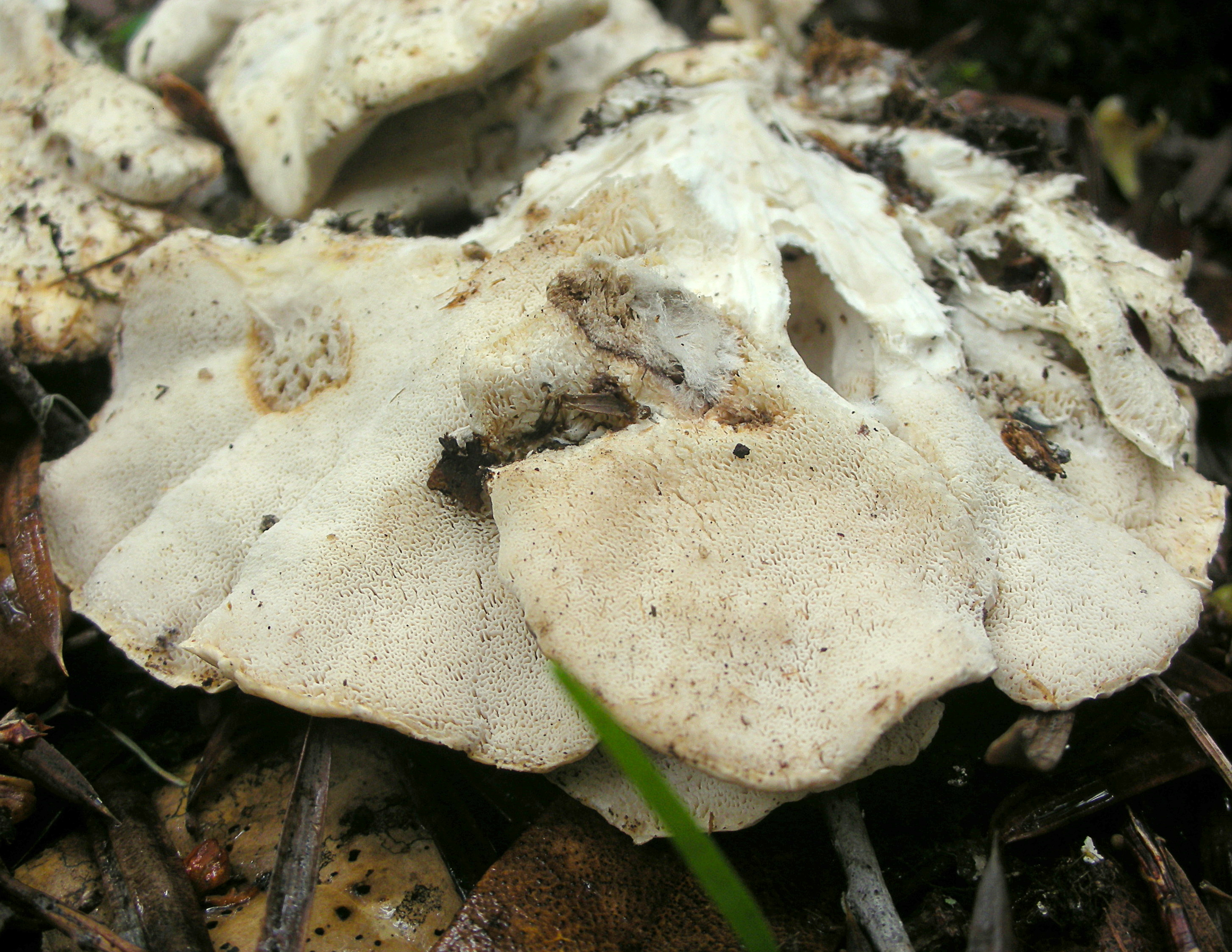
Hymenofor

Żagiewnik kościsty (Osteina obducta (Berk.) Donk) – gatunek grzybów z rodziny Dacryobolaceae.

## Systematyka i nazewnictwo
Pozycja w klasyfikacji według Index Fungorum
Osteina obducta, Osteina, Dacryobolaceae, Polyporales, Incertae sedis, Agaricomycetes, Agaricomycotina, Basidiomycota, Fungi.
Po raz pierwszy opisał go w 1845 r. Miles Joseph Berkeley, nadając mu nazwę Polyporus obdusctus. Obecną, uznaną przez Index Fungorum nazwę nadał mu w 1935 r. Marinus Anton Donk. Ma 13 synonimów naukowych. Niektóre z nich:
- Grifola obducta (Berk.) Aoshima & H. Furuk. 1963
- Oligoporus obductus (Berk.) Gilb. & Ryvarden 1985
- Polypilus osseus (Kalchbr.) Parmasto 1963[2].

Władysław Wojewoda zaproponował nazwę drobnoporek modrzewiowy (kategoryzując gatunek w rodzaju Oligoporus), uprzednio nazywając go żagiewnik kościsty w ramach rodzaju Osteina.

## Morfologia
Osteina obducta charakteryzuje się owocnikami, które miewają trzon, a po wyschnięciu są twarde jak kość. Ma monomityczny system strzępkowy, zawierający tylko strzępki generatywne ze sprzążkami. Zarodniki są hialinowe i cienkościenne, nie reagują na jodynę. Powoduje brunatną zgniliznę drewna drzew nagonasiennych.
Osteina obducta jest niejadalna.

## Występowanie i siedlisko
Występuje w Ameryce Północnej, Europie, Azji i na Tasmandii. W Polsce zanotowany od okolic Grójca po Beskidy. W. Wojewoda w 2003 r. przytoczył 5 stanowisk, w następnych latach podano następne. Najbardziej aktualne stanowiska podaje także internetowy atlas grzybów. Gatunek znajduje się na Czerwonej liście roślin i grzybów Polski. Ma status E – gatunek wymierający, którego przeżycie jest mało prawdopodobne, jeśli nadal będą działać czynniki zagrożenia.
Siedlisko: w lasach ze starym modrzewiem europejskim, na martwych i żywych pniach tego drzewa. owocniki tworzy od sierpnia do października.